# Piedad de la Cierva
Piedad de la Cierva Viudes (Murcia, 1 de junio de 1913 - Madrid, 31 de diciembre de 2007) fue una científica española, pionera en los estudios de radiación artificial en España y en la industrialización del vidrio óptico.

## Biografía

### Infancia y formación académica
Piedad de la Cierva Viudes fue hija de Juan de la Cierva y López (Murcia, 15 de marzo de 1888 - Madrid, 10 de enero de 1966) y de Serafina Viudes y Guardiola; y tuvo tres hermanos, Julián, Juan y Francisco.
Su padre era hijo de Julián de la Cierva Peñafiel (hermano de Juan de la Cierva y Peñafiel) y de Encarnación López Parra; y nieto paterno de Juan de la Cierva Soto  y de Petronila Peñafiel.
Juan de la Cierva y López, hombre de grandes miras y muy exigente con Piedad, fue capaz de adivinar el nuevo rol que las mujeres debían desempeñar en la sociedad tras la Gran Guerra. Es por ello que se preocupó de proporcionar los medios para que su hija pudiera estudiar y alcanzar una adecuada educación universitaria. Se matriculó en la Facultad de Ciencias de la Universidad de Murcia.
El 2 de octubre de 1928 empezó a estudiar como alumna oficial en la Universidad de Murcia, con lo que se convirtió en la única mujer en la citada Universidad. Sus aptitudes intelectuales, impidieron ser objeto de discriminación, y sus profesores le ayudaron en su promoción profesional, como el catedrático Fernando Ramón Ferrando, marido de María Moliner. Durante el curso, 1929-30, se trasladó a Valencia para continuar la carrera, donde pudo encontrar otras chicas universitarias en la Residencia de Escolapias en la que se alojaba, dejando el aislamiento que había sufrido en Murcia. Allí coincidió con tres estudiantes de Magisterio y dos de Medicina.
Se licenció en Ciencias por la Universidad de Valencia en 1932, recibiendo el Premio Extraordinario de Licenciatura, y siendo una de las afortunadas que formaba parte de ese 6% de alumnado femenino del total de alumnos universitarios.
El profesor de Química General, Antonio Ipiens, catedrático de Química General en la Universidad de Valencia desde 1924 y que obtendría en 1941 la cátedra de Química experimental en la Universidad de Madrid, cuya mujer también tenía carrera universitaria; propone a Piedad hacer el doctorado en Madrid, proporcionándole una carta de recomendación dirigida a Julio Palacios, uno de los investigadores más prestigiosos de la Universidad Central de Madrid. Es de este modo que acaba realizando su tesis doctoral en el prestigioso Instituto Rockefeller, que reunía en aquel momento a investigadores de gran talla intelectual como Enrique Moles, Miguel Catalán o Julio Palacios y acudían también científicos destacados de otras partes de Europa, entre ellos Marie Curie o Albert Einstein.

### Desarrollo de su actividad científica
Acabada la tesis en 1935, obtuvo una beca para marchar al Instituto de Física Teórica Niels Bohr en Dinamarca, un centro pionero en la desintegración artificial del átomo, para investigar bajo la dirección del profesor Georges von Hevesy.
Von Hevesy dirigió sus estudios, le enseñó las principales técnicas de radiación artificial y le encomendó varias investigaciones, en concreto una sobre la transmutación del Aluminio y otra sobre la separación de los isótopos del Bromo que se tradujeron en dos artículos científicos publicados en España en la Revista Anales de la Sociedad Española de Física y Química.
A su vuelta a España contaba con dirigir los estudios sobre radiación artificial en España, pero el estallido de la Guerra Civil en julio de 1936 dio al traste con todos sus planes.
Después de la Guerra volvió a retomar su actividad científica. En primer lugar, formó parte del inicial Instituto de Óptica a propuesta de José María Otero Navascués. Este incipiente instituto se convertiría posteriormente en el Instituto de Óptica "Daza de Valdés", dependiente del CSIC. Además, fue nombrada Auxiliar de la Cátedra “Estructura atómico-molecular y Espectroscopia” en la Universidad Complutense.
En 1941 se presentó a las oposiciones de Cátedra de Físico química para las universidades de Sevilla, Murcia y Madrid junto con Teresa Salazar y otros tres profesores de universidad. Para su decepción sólo dos de los varones consiguieron una plaza, lo que le hizo replantearse su dedicación a la universidad.
En 1945 fue contratada como Personal Técnico Civil de la Marina por el LTIEMA (Laboratorio y Taller de Investigación del Estado Mayor de la Armada) para encargarse sobre todo de la industrialización del vidrio óptico. Con este fin viajó a Estados Unidos para familiarizarse con los procedimientos. Visitó la National Bureau of Standards (Washington), la Facultad de Ingeniería del Vidrio de la Universidad de Toledo (Ohio) y la Libby Owens.
En 1954 consiguió fabricar el primer ensayo de vidrio óptico. La Memoria de ese ensayo fue publicada por el Consejo Superior de Investigaciones Científicas y fue premiada con el 1º Premio de investigación técnica “Juan de la Cierva” en 1955.
Otro campo de investigación liderado por Piedad de la Cierva desde el LTIEMA fue la fabricación de ladrillos refractarios con cascarilla de arroz, muy útiles para las calderas de los barcos y otros hornos. En esta ocasión volvió a recibir de nuevo el Premio “Juan de la Cierva” en 1966.
En 1945 conoció el Opus Dei a través de Camino, un libro de Josemaría Escrivá. El 25 de diciembre de 1952 pide su admisión como Agregada.

## Obras publicadas
- Cierva Viudes, P. y Losada, J. (1933). “Medidas fotométricas de la reflexión de los Rayos X”. Anales de la Sociedad Española de Física y Química, 31, p. 607.
- Cierva Viudes, P. y Palacios, J. (1934). “Medidas fotométricas de la reflexión de los Rayos X”. Anales de la Sociedad Española de Física y Química, 32, p. 391.
- Cierva Viudes, P. y Palacios, J. (1935). “Factores atómicos absolutos del azufre y del plomo”. Anales de la Sociedad Española de Física y Química, 33, pp. 34-38.
- Cierva Viudes, P. (1936). “Emisión de neutrones por minerales”. Anales de la Sociedad Española de Física y Química, 33, pp. 766-769.
- Cierva Viudes, P. y Rivoir, L. (1936). “Análisis químico por Rayos X”. Anales de la Sociedad Española de Física y Química, 34, pp. 770-778.
- Cierva Viudes, P. y Durán, A. (1941). “Plateado de espejos”. Anales de la Sociedad Española de Física y Química, 37, pp. 177-179.
- Cierva Viudes, P. de la (1943). “Láminas antirreflectoras”. Anales de la Sociedad Española de Física y Química, 39, pp. 136-141.
- Cierva Viudes, Durán, A. (1943). “Contribución al estudio de la agudeza visual con luz de sodio”. Anales de la Sociedad Española de Física y Química, 39, pp. 485-490.
- Cierva Viudes, P. de la (1944). “Láminas antirreflectoras II. Resultados experimentales”. Anales de la Sociedad Española de Física y Química, 40, pp. 1031-1033.
- Cierva Viudes, P. de la y Cacho, F. (1949). “Láminas antirreflectoras”. Anales de la Sociedad Española de Física y Química, 45, pp. 81-90.
- Cierva Viudes, P. (1955). Ensayos de fabricación de vidrio óptico. Madrid: Consejo Superior de Investigaciones Científicas.

## Obras publicadas sobre ella
- Jiménez, Lydia y Cid Vázquez, María Teresa (eds.), Aportaciones feministas a una cultura humanista, Madrid, Fundación Universitaria Española, 2023, 1ª,  404 pp.
- Hernández-Sampelayo Matos, María y Martínez Plaza, Ana María, "Piedad de la Cierva, apasionada de la ciencia y agregada del Opus Dei", en Martínez Sánchez, Santiago y Crovetto, Fernando (ed.), El Opus Dei. Metodología, mujeres y relatos, Cizur Menor (Navarra), Aranzadi, 2021, pp. 233-250.
- Pimentel, Juan, Fantasmas de la ciencia española, Madrid, Marcial Pons, 2020, 1ª.
- Romero de Pablos, Ana, "Mujeres científicas en la dictadura de Franco. Trayectorias investigadoras de Piedad de la Cierva y María Aránzazu Vigón", Arenal: revista de historia de mujeres, vol. XXIV, núm. 2 (2017).
- Alva, Inmaculada, "Piedad de la Cierva: una sorprendente trayectoria profesional durante la Segunda República y el Franquismo", Arbor: ciencia, pensamiento y cultura [Revista electrónica], vol. CXCII, núm. 779 (2016).
- Baguena Cervellera, María José, «Cierva Viudes, Piedad de la», en Diccionario biográfico español, vol. XIII, Madrid, Real Academia de la Historia, 2009, pp. 630-631.